# Gekko swinhonis
Espèce
Statut de conservation UICN

 VU A2cd : Vulnérable
Gekko swinhonis est une espèce de geckos de la famille des Gekkonidae.

## Répartition
Cette espèce est endémique de Chine. Elle se rencontre au Gansu, au Ningxia, au Shaanxi, au Shanxi, au Hebei, au Liaoning, au Shandong, au Henan, au Anhui, au Jiangsu et au Zhejiang.

## Étymologie
Cette espèce est nommée en l'honneur de Robert Swinhoe.

## Publication originale
- Günther, 1864 : The reptiles of British India. London, Taylor & Francis, p. 1-452 (texte intégral).